# Mirza Ali Asgar Khan Atabak-e Azam Amin al-Sultan
Mirza Ali Asgar Khan Atabak-e Azam Amin al-Sultan conegut com a Aga Ali Asgar (Teheran, 6 de gener de 1858-31 d'agost de 1907) fou gran visir dels tres darrers xas qajars. Fou el segon fill d'Agha Muhammad Ibrahim Amin al-Soltan.
Es va incorporar a l'administració amb el seu pare als 15 anys i va anar ascendint en llocs i càrrecs; a la mort del seu pare el 1883 va heretar el títol d'Amin al-Soltan i algunes de les seves funcions, mentre les seves pròpies van passar a altres germans.
Fou virtual primer ministre succeint al seu pare amb 25 anys, amb un primer període dominat per la influència britànica del 1885 al 1892 en què inicialment Mirza Yusuf Khan Mostawfi al-Mamalek era oficialment rais al-wozara (des de 1882) i sadr-e azam (des de 1884); encara que des del setembre de 1883 ja exercia de facto com a gran visir, fins a la mort de Mirza Yusuf el 1886 no va ocupar el seu lloc. El 1889 va rebre el títol de wazir-e azam i oficialment nomenar Sadr-e azam el 25 de gener de [1893]. Algunes concessions als britànics com la del monopoli del tabac van suposar un perill per la monarquia, ja que fou l'excusa que va moure a tota l'oposició (1891).
A partir del 1892 va començar a girar la seva posició en favor de Rússia. A l'assassinat de Nasir al-Din Shah per l'afganès Mirza Reza Kermani l'1 de maig de 1896, va mantenir el control de la situació i va garantir la successió. Muzaffar al-Din va entrar secretament a Teheran el 7 de juny de 1896 i es va celebrar una coronació provisional, ja que la superstició del xa quant a les dates (any 1313 del calendari islàmic) la coronació oficial es va posposar pel següent any. El nou xa el va confirmar en tots els seus càrrecs. Llavors va començar la disputa pel poder amb Abd-al-Hosayn Mirza Farmanfarma, nomenat governador de Teheran i que volia dirigir el govern. Finalment Ali Asgar fou destituït el 23 de novembre de 1897 i substituït per Famanfarma. Fou enviat desterrat a Qom on fou vigilat o protegit per deu cosacs i un oficial rus.
Amin al-Dawla Mirza Ali Khan va agafar el poder el 1897 al lloc de Farmanfarma, les irregularitats del qual havien provocat la tornada del seu rival que poc després era ministre en cap. Però va créixer l'oposició i fou destituït el juny de 1898. Llavors fou cridat Ali Asgar que era a Qom i va entrar en triomf a Teheran el 12 de juliol de 1898 recuperant els seus antics càrrecs.
El 1902 l'oposició es va centrar en la concessió de les duanes a oficials belgues. El moviment opositor va créixer a l'estiu. El 1903 es van produir disturbis a Tabriz, Teheran, Yadz (on els babis foren massacrats) i altres llocs. Finalment el primer ministre va dimitir el 15 de setembre de 1903.
El gener de 1907 el xa va decidir cridar-lo altra vegada al poder. Es va presentar una forta oposició a la mesura. Finalment mentre s'esperava el seu retorn d'Europa on havia anat després de la seva sortida del govern el 1903, es va formar un govern provisional dirigit per Soltan Ali Khan Wazir-e Afkam. Ali va arribar a Anzali el 19 d'abril de 1907, i encara que va rebre amenaces fou en general benvingut a Rasht, Qazwin i Teheran i immediatament va ocupar el càrrec de primer ministre i ministre de l'interior, amb un govern a favor de la constitució.
Segons la versió oficial els grups comunistes van decidir el seu assassinat i el Komīta-ye Eǰtemāʿīyūn-e ʿĀmmīyūn (Comitè Social Demòcrata) va encarregar la feina al Komīta-ye Moǰāzāt (Comite pel càstig) que va designar al grup dirigit pel revolucionar caucasià Ḥaydar Khan Amū Oḡlū (ʿAmoḡlī); la feina especifica del crim va ser encarregada a Abbās Āqā. Segons una altra versió el mateix xa es volia desfer d'Ali Asgar i ho va encarregar al grup Adamiyat. El 31 d'agost de 1907 Ali Asgar i els seus ministres van obtenir un decret del xa on afirmava voler col·laborar amb el parlament (Majlis) i voler delegar els seus poders en el gabinet; a la nit, de tornada, la comitiva d'Ali fou atacada, es van sentir trets i Ali Asgar va morir; el seu suposat assassí Abbas Aqa es va suïcidar o el van matar. El mateix dia s'havia signat a Sant Petersburg la Convenció Anglorussa que dividia Iran en esferes d'influència.